# Yaguaraparo (Venezuela)
Pour les articles homonymes, voir Yaguaraparo.
Yaguaraparo est le chef-lieu de la municipalité de Cajigal dans l'État de Sucre au Venezuela. En 2001, sa population s'élève à 9 051 habitants.